# Une balle suffit
Pour plus de détails, voir Fiche technique et Distribution.
Une balle suffit (titre original : La canción del penal) est un film franco-espagnol réalisé par Jean Sacha et sorti en 1954.

## Synopsis
Le film présente la lutte entre deux bandes de gangsters, avec une intrigue amoureuse intercalée : un condamné chante de belles chansons diffusées par une station de radio et avec lesquelles il obtient sa grâce à la demande de milliers d'auditeurs de radio. Une fois libéré, il tente de trouver l'amour et le bonheur tandis que ses rivaux le traquent sans relâche.

## Fiche technique
- Titre français : Une balle suffit
- Titre original : La canción del penal
- Réalisation : Jean Sacha et Juan Lladó (pour la version espagnole)[2],[1]
- Scénario : Jean Sacha
- Dialogues : Jacques Berland et Pierre Léaud, Joaquina Algars et José Antonio de la Loma (pour la version espagnole)[1]
- Photographie : Marcel Weiss
- Montage : Paulette Robert
- Musique : Georges Ulmer (orchestre sous la direction de Jean Marion)
- Décors : Miguel Lluich
- Sociétés de production : Édition et Diffusion Cinématographique - I.F.I.
- Pays de production :  France |  Espagne
- Langue : espagnol
- Format : Noir et blanc — 35 mm — 1,37:1 — Son : Mono
- Genre : Film dramatique, Film policier
- Durée : 95 minutes (1 h 35)
- Dates de sortie : 
  - France : 26 novembre 1954
  - Espagne : 9 mai 1955
  - Danemark : 13 mai 1955
  - Belgique : 22 juillet 1955
- Affiche : René Péron (France)

## Distribution
- Georges Ulmer : Carmo
- Véra Norman : Florence
- Jacques Castelot : l'avocat
- André Valmy : Stauner